# HH Водолея
HH Водолея (лат. HH Aquarii) — одиночная переменная звезда в созвездии Водолея на расстоянии (вычисленном из значения параллакса) приблизительно 6815 световых лет (около 2089 парсеков) от Солнца. Видимая звёздная величина звезды — от +12,7m до +11,6m.

## Характеристики
HH Водолея — жёлто-белая пульсирующая переменная звезда типа RR Лиры (RRAB) спектрального класса F. Эффективная температура — около 6707 К.